# Liga Nacional de Básquetbol de Chile
La Liga Nacional de Básquetbol de Chile, conosciuta anche come LNB Chile, è la principale lega nazionale di pallacanestro in Cile. Si tratta di una lega professionistica, organizzata dalla Federazione cestistica del Cile. La lega è stata creata nel 2010 e quando la vecchia lega nazionale, la Dimayor, è stata dismessa nel 2013, è diventata l’unica lega professionistica di pallacanestro nel paese. Attualmente, per motivi di sponsorizzazione, la lega è conosciuta come Liga Chery 2025 by Cecinas Llanquihue.

## Storia
Organizzata dalla Federazione cestistica del Cile, la Liga Nacional de Básquetbol è nata nel 2010 come risposta al malcontento generale nei confronti della gestione amministrativa e finanziaria della División Mayor del Básquetbol de Chile, che dal 1979 al 2012 era stata la massima categoria della pallacanestro cilena. L’iniziativa partì inizialmente dai club Universidad Católica, Español de Talca, Universidad de Concepción e Liceo Mixto, i quali nel dicembre del 2009 decisero di ritirarsi dal vecchio torneo. Tuttavia, vi fu un periodo di transizione in cui gli stessi quattro club rientrarono temporaneamente nella Dimayor, insoddisfatti della gestione amministrativa della nuova lega sotto la presidenza di Miguel Herrera. Nonostante ciò, al termine di questa fase di instabilità, nel 2012 si arrivò a una riorganizzazione definitiva, con la LNB che assunse ufficialmente il ruolo di unica lega professionistica del Paese.
Il primo campionato fu vinto dall’Español de Talca, club che insieme alla Universidad de Concepción detiene il record di titoli, con tre campionati ciascuno. L’attuale campione è il Colegio Los Leones de Quilpué, che ha sconfitto per 4 a 1 nella serie finale il Club Deportivo Español de Osorno.
Nel corso degli anni, la Liga Nacional de Básquetbol (LNB) si è completamente consolidata come la principale lega del paese. Per offrire un'opportunità anche ai club che non riescono a raggiungere la massima serie, è stata anche creata una seconda divisione, la LNB2, la cui stagione inaugurale è stata nel 2017.

## Formato
La stagione si articola in tre fasi: la stagione regolare, i play-off e le finali.
Stagione regolare
I 12 club partecipanti si affrontano in un girone all’italiana con partite di andata e ritorno. Le prime 6 squadre classificate accedono direttamente ai play-off. Le squadre classificate dal 7º al 10º posto, invece, disputano il Play-In per contendersi gli ultimi due posti disponibili per i play-off.
Play-off
Gli 8 club qualificati si affrontano nei quarti di finale, i cui vincitori avanzano alle semifinali. Sia i quarti che le semifinali si disputano al meglio delle 5 partite.
Finali
I 2 finalisti si sfidano per il titolo di campione della Liga Nacional de Básquetbol in una serie al meglio delle 7 partite.

## Struttura LNB
La Liga Nacional de Básquetbol de Chile si disputava sotto l’organizzazione della Federación de Básquetbol de Chile; attualmente, la Liga Nacional è strutturata in tre divisioni:
| Livello | Livello | Lega                                         | Lega                                         | Lega                                         | Lega                                         | Lega                                         | Lega                                         | Lega                                         | Lega                                         | Lega                                         | Lega                                         | Lega                                         | Lega                                         | Lega                                         | Lega                                         | Lega                                         | Lega                                         | Lega                                         | Lega                                         |
| ------- | ------- | -------------------------------------------- | -------------------------------------------- | -------------------------------------------- | -------------------------------------------- | -------------------------------------------- | -------------------------------------------- | -------------------------------------------- | -------------------------------------------- | -------------------------------------------- | -------------------------------------------- | -------------------------------------------- | -------------------------------------------- | -------------------------------------------- | -------------------------------------------- | -------------------------------------------- | -------------------------------------------- | -------------------------------------------- | -------------------------------------------- |
| 1º      | 1º      | Liga UNO 12 squadre                          | Liga UNO 12 squadre                          | Liga UNO 12 squadre                          | Liga UNO 12 squadre                          | Liga UNO 12 squadre                          | Liga UNO 12 squadre                          | Liga UNO 12 squadre                          | Liga UNO 12 squadre                          | Liga UNO 12 squadre                          | Liga UNO 12 squadre                          | Liga UNO 12 squadre                          | Liga UNO 12 squadre                          | Liga UNO 12 squadre                          | Liga UNO 12 squadre                          | Liga UNO 12 squadre                          | Liga UNO 12 squadre                          | Liga UNO 12 squadre                          | Liga UNO 12 squadre                          |
| 2º      | 2º      | Liga DOS 20 squadre                          | Liga DOS 20 squadre                          | Liga DOS 20 squadre                          | Liga DOS 20 squadre                          | Liga DOS 20 squadre                          | Liga DOS 20 squadre                          | Liga DOS 20 squadre                          | Liga DOS 20 squadre                          | Liga DOS 20 squadre                          | Liga DOS 20 squadre                          | Liga DOS 20 squadre                          | Liga DOS 20 squadre                          | Liga DOS 20 squadre                          | Liga DOS 20 squadre                          | Liga DOS 20 squadre                          | Liga DOS 20 squadre                          | Liga DOS 20 squadre                          | Liga DOS 20 squadre                          |
| 3º      | 3º      | Liga de Desarollo Febachile (U23) 49 squadre | Liga de Desarollo Febachile (U23) 49 squadre | Liga de Desarollo Febachile (U23) 49 squadre | Liga de Desarollo Febachile (U23) 49 squadre | Liga de Desarollo Febachile (U23) 49 squadre | Liga de Desarollo Febachile (U23) 49 squadre | Liga de Desarollo Febachile (U23) 49 squadre | Liga de Desarollo Febachile (U23) 49 squadre | Liga de Desarollo Febachile (U23) 49 squadre | Liga de Desarollo Febachile (U23) 49 squadre | Liga de Desarollo Febachile (U23) 49 squadre | Liga de Desarollo Febachile (U23) 49 squadre | Liga de Desarollo Febachile (U23) 49 squadre | Liga de Desarollo Febachile (U23) 49 squadre | Liga de Desarollo Febachile (U23) 49 squadre | Liga de Desarollo Febachile (U23) 49 squadre | Liga de Desarollo Febachile (U23) 49 squadre | Liga de Desarollo Febachile (U23) 49 squadre |

## Squdre attuali
| Squadra                   | Città        | Arena                                            | Capacità    | Allenatore           | Sponsor tecnico | Main Sponsor           |
| ------------------------- | ------------ | ------------------------------------------------ | ----------- | -------------------- | --------------- | ---------------------- |
| Leones de Quilpué         | Quilpué      | Gimnasio Colegio Los Leones                      | 800         | José Ángel Samaniego | Zeus Sport      | Knop Laboratorios      |
| Sportiva Italiana         | Valparaíso   | Arlegui Fortín Prat                              | 1,200 3,000 | Gianluca Pozo        | Playoff         | UVM                    |
| Colo-Colo                 | Macul        | Centro Entrenamiento Olímpico de Ñuñoa           | 3,000       | Ernesto Menchaca     | Macron          | Clínica Meds           |
| Universidad Catolica      | Santiago     | Edificio de Deportes UC                          | 1,500       | Bernardo Murphy      | Playmaker       | CMPC                   |
| Municipal Puente Alto     | Puente Alto  | Gimnasio Municipal Puente Alto                   | 1,500       | Cristián Santander   | Playoff         | CMPC                   |
| Español de Talca          | Talca        | Gimnasio Regional                                | 4,500       | Héctor Vera Alfaro   | Masitri         | PF                     |
| Univ. de Concepcion       | Concepción   | Casa del Deporte                                 | 2,000       | Santiago Gómez       | Macron          | Mundo                  |
| Las Ánimas de Valdivia    | Valdivia     | Gimnasio de Las Ánimas Coliseo Antonio Azurmendy | 1,000 5,000 | Carlos Zúñiga        | Playoff         | Transportes Betancourt |
| C.D. Valdivia             | Valdivia     | Coliseo Municipal Antonio Azurmendy              | 5,000       | Juan Manuel Jápez    | Live PRO        | Rojabet                |
| Español de Osorno         | Osorno       | Gimnasio Monumental María Gallardo               | 4,500       | Jorge Luis Álvarez   | Playoff         | Coolbet                |
| Puerto Varas              | Puerto Varas | Gimnasio Fiscal de Puerto Varas                  | 1,300       | Damián Gamarra       | Evensport       | Cecinas Llanquihue     |
| Template:Basket ABA Ancud | Ancud        | Gimnasio Fiscal de Ancud                         | 2,500       | Cipriano Núñez       | Playoff         | Conservas Angelmó      |

## Albo d'oro
| Stagione | Campione                  | Risultato | Finalista                | Allenatore           |
| 2010     | Español de Talca          | 3-1       | Deportivo Boston College | Claudio Lavín        |
| 2011-12  | C.D. Castro               | 3-1       | Deportivo Boston College | Warren Espinoza      |
| 2012-13  | Español de Talca          | 3-1       | Deportivo Boston College | Carlos Iglesias      |
| 2013-14  | Tinguiririca San Fernando | 3-1       | Deportivo Osorno         | Pablo Ares           |
| 2014-15  | Colo-Colo                 | 3-2       | C.D. Castro              | Gabriel Schamberger  |
| 2015-16  | C.D. Valdivia             | 4-2       | Univ. de Concepcion      | Juan Manuel Córdoba  |
| 2016-17  | Español de Talca          | 4-2       | Deportivo Osorno         | Gabriel Schamberger  |
| 2017-18  | Las Ánimas de Valdivia    | 4-1       | Leones de Quilpué        | Jorge Luis Álvarez   |
| 2018-19  | C.D. Valdivia             | 4-1       | Leones de Quilpué        | Juan Manuel Córdoba  |
| 2021     | Univ. de Concepcion       | 3-1       | C.D. Valdivia            | Cipriano Núñez       |
| 2022     | Univ. de Concepcion       | 4-2       | Leones de Quilpué        | Cipriano Núñez       |
| 2023     | Univ. de Concepcion       | 4-1       | Leones de Quilpué        | Cipriano Núñez       |
| 2024     | Leones de Quilpué         | 4-1       | Español de Osorno        | José Ángel Samaniego |
| 2025     | Univ. de Concepcion       | 4-1       | Leones de Quilpué        | Santiago Gómez       |

## Titoli per squadra
| Squadra                   | Titoli | Finali |
| ------------------------- | ------ | ------ |
| Univ. de Concepcion       | 4      | 1      |
| Español de Talca          | 3      | -      |
| C.D. Valdivia             | 2      | 1      |
| Leones de Quilpué         | 1      | 5      |
| Tinguiririca San Fernando | 1      | -      |
| Colo-Colo                 | 1      | -      |
| C.D. Castro               | 1      | 1      |
| Las Ánimas de Valdivia    | 1      | -      |
| Español de Osorno         | -      | 1      |
| Deportivo Osorno          | -      | 2      |
| Deportivo Boston College  | -      | 3      |